# پرویز قلیچ‌خانی
پرویز قلیچ‌خانی (زادهٔ ۸ آذر ۱۳۲۴) بازیکن بازنشسته فوتبال ایرانی و کاپیتان پیشین تیم ملی فوتبال ایران، باشگاه تاج و باشگاه پاس و بازیکن  باشگاه پرسپولیس است.. وی در تیمهایه متعددی در ایران حضور داشته است  
قلیچ‌خانی تنها بازیکنی است که با تیم ملی فوتبال ایران سه بار قهرمان جام ملت‌های آسیا شده است وی از این بابت نه تنها در ایران بلکه در آسیا هم رکورددار است. قلیچ‌خانی ۶۶ بازی ملی به همراه ۱۴ گل ملی در کارنامه دارد که تا قبل از انقلاب دومین بازیکن از لحاظ تعداد بازی ملی بعد از علی پروین بوده است.
قلیچ‌خانی، همچنین فعال سیاسی است. وی ساکن پاریس بوده و بین سال‌های ۱۳۶۹ و ۱۳۹۲ گرداننده یک مجله سیاسی با عنوان آرش بود که گرایش سیاسی چپ داشت. در مجله آرش، وی به رویدادهای روز ایران، مسائل زندانیان سیاسی و نویسندگان پرداخته است.

## تولد و تحصیلات
پرویز قلیچ خانی در ۱۳ آذر ۱۳۲۴ در محلهٔ صابون پزخانه نزدیک میدان شوش تهران در خانواده‌ای زحمتکش و فقیر متولد شد. وی در ابتدا به والیبال علاقه‌مند بود. روزی که بازی فوتبال دوستانش را تماشا می‌کرد، به این بازی علاقه‌مند شد و دیگر آن را ترک نکرد. وی در ابتدا در دبیرستان ادیب و در کلاس هفتم به همراه تیم فوتبال این دبیرستان، قهرمان دبیرستان‌های تهران و کشور شد. پس از آن به دبیرستان حکیم رفت و سه سال متوالی نیز به همراه تیم فوتبال این دبیرستان قهرمان شد.

## آمار

### گل‌های بین‌المللی
| ۱.                         | 19 May 68 | ورزشگاه امجدیه، تهران، ایران          | اسرائیل            | ۲–۱ | برنده | 1968 AFC Asian Cup                  |
| ۲.                         | 07 Mar 69 | ورزشگاه امجدیه، تهران، ایران          | عراق               | ۲–۱ | برنده | 1969 Friendship Cup                 |
| ۳.                         | 10 Mar 69 | ورزشگاه امجدیه، تهران، ایران          | پاکستان            | ۹–۱ | برنده | 1969 Friendship Cup                 |
| ۴.                         | 01 Sep 70 | ورزشگاه امجدیه، تهران، ایران          | پاکستان            | ۷–۰ | برنده | 1970 RCD Cup                        |
| ۵.                         | 17 May 72 | National Stadium, Bangkok, Thailand   | Khmer Republic     | ۲–۱ | برنده | 1972 Asian Cup                      |
| ۶.                         | 11 Jun 72 | Estádio do Arruda, Recife, Brazil     | جمهوری ایرلند      | ۱–۲ | Loss  | 1972 Brazil Independence Cup        |
| ۷.                         | 21 Jun 72 | Estádio do Arruda, Recife, Brazil     | اکوادور            | ۱–۱ | Draw  | 1972 Brazil Independence Cup        |
| ۸.                         | 13 May 73 | ورزشگاه امجدیه، تهران، ایران          | کویت               | ۲–۰ | برنده | 1974 World Cup Qualifier            |
| ۹.                         | 24 Aug 73 | ورزشگاه آریامهر، تهران، ایران         | استرالیا           | ۲–۰ | برنده | 1974 World Cup Qualifier            |
| ۱۰.                        | 24 Aug 73 | ورزشگاه آریامهر، تهران، ایران         | استرالیا           | ۲–۰ | برنده | 1974 World Cup Qualifier            |
| ۱۱.                        | 03 Sep 74 | ورزشگاه آریامهر، تهران، ایران         | پاکستان            | ۷–۰ | برنده | 1974 Asian Games                    |
| ۱۲.                        | 07 Sep 74 | ورزشگاه آریامهر، تهران، ایران         | بحرین              | ۶–۰ | برنده | 1974 Asian Games                    |
| ۱۳.                        | 02 Jul 76 | ورزشگاه آریامهر، تهران، ایران         | رومانی             | ۲–۲ | Draw  | Friendly                            |
| ۱۴.                        | 25 Jul 76 | Municipal Stadium, Sherbrooke, Canada | اتحاد جماهیر شوروی | ۲–۱ | Loss  | 1976 Olympic Games - Quarter Finals |
| Correct as of 24 July 2021 |           |                                       |                    |     |       |                                     |

| ۱.                         | 19 May 68 | Amjadieh Stadium, Tehran, Iran        | اسرائیل            | ۲–۱ | Win  | 1968 AFC Asian Cup                  |
| ۲.                         | 07 Mar 69 | Amjadieh Stadium, Tehran, Iran        | عراق               | ۲–۱ | Win  | 1969 Friendship Cup                 |
| ۳.                         | 10 Mar 69 | Amjadieh Stadium, Tehran, Iran        | پاکستان            | ۹–۱ | Win  | 1969 Friendship Cup                 |
| ۴.                         | 01 Sep 70 | Amjadieh Stadium, Tehran, Iran        | پاکستان            | ۷–۰ | Win  | 1970 RCD Cup                        |
| ۵.                         | 17 May 72 | National Stadium, Bangkok, Thailand   | Khmer Republic     | ۲–۱ | Win  | 1972 Asian Cup                      |
| ۶.                         | 11 Jun 72 | Estádio do Arruda, Recife, Brazil     | جمهوری ایرلند      | ۱–۲ | Loss | 1972 Brazil Independence Cup        |
| ۷.                         | 21 Jun 72 | Estádio do Arruda, Recife, Brazil     | اکوادور            | ۱–۱ | Draw | 1972 Brazil Independence Cup        |
| ۸.                         | 13 May 73 | Amjadieh Stadium, Tehran, Iran        | کویت               | ۲–۰ | Win  | 1974 World Cup Qualifier            |
| ۹.                         | 24 Aug 73 | Aryamehr Stadium, Tehran, Iran        | استرالیا           | ۲–۰ | Win  | 1974 World Cup Qualifier            |
| ۱۰.                        | 24 Aug 73 | Aryamehr Stadium, Tehran, Iran        | استرالیا           | ۲–۰ | Win  | 1974 World Cup Qualifier            |
| ۱۱.                        | 03 Sep 74 | Aryamehr Stadium, Tehran, Iran        | پاکستان            | ۷–۰ | Win  | 1974 Asian Games                    |
| ۱۲.                        | 07 Sep 74 | Aryamehr Stadium, Tehran, Iran        | بحرین              | ۶–۰ | Win  | 1974 Asian Games                    |
| ۱۳.                        | 02 Jul 76 | Aryamehr Stadium, Tehran, Iran        | رومانی             | ۲–۲ | Draw | Friendly                            |
| ۱۴.                        | 25 Jul 76 | Municipal Stadium, Sherbrooke, Canada | اتحاد جماهیر شوروی | ۲–۱ | Loss | 1976 Olympic Games - Quarter Finals |
| Correct as of 24 July 2021 |           |                                       |                    |     |      |                                     |

## فعالیت‌های ورزشی
باشگاه کیان تهران سه تیم فوتبال داشت، که تیم ببر در دسته سوم و تیم البرز در دسته دوم بازی می‌کردند. تیم اصلی باشگاه، «کیان» در دسته اول فوتبال تهران حضور داشت. پرویز در ابتدا با تیم البرز فوتبال نیمه حرفه‌ای خود را با مربی‌گری علی الهی آغاز کرد. بخاطر مهارت و جنگندگی در فوتبال، منصور امیرآصفی که از بازیگران و مربیان معروف ایران بود، وی را به تیم اصلی کیان منتقل کرد. منصور امیر آصفی در آن زمان دفاع راست تیم ملی بود. پسر تکنیکی و البته جسور تیم البرز بلافاصله به پیراهن راه راه معروف کیان رسید. امیرآصفی همان‌طور که یکبار قلیچ خانی از وی نام برده، نه تنها مربی که معلم و مرشد وی در فوتبال و زندگی بوده است. کیان را یکی از متقدمان روزنامه‌نگاری ورزشی در ایران، صدری میر عمادی پایه‌گذاری کرده بود.

## حضور در تیم ملی
قلیچ خانی در سن ۱۷ سالگی به کیان پیوست و اولین بازی وی برای کیان در مقابل تیم پرقدرت شاهین بود که باعث درخشش قلیچ خانی در ورزشگاه امجدیه شد. دو سال بعد وی به تیم ملی دعوت شد. در ابتدا به عنوان بازیکن ذخیره در مقابل تیم هندوستان بر روی نیمکت تیم ملی نشست. زمانی که شش نفر از اعضای تیم ملی از شرکت در بازی‌های المپیک توکیو محروم شدند، وی به همراه تیم برای شرکت در المپیک ۱۹۶۴ توکیو به آن کشور رفت. پرویز قلیچ خانی با وجود افراد با سابقه و مسن تر از وی در تیم ملی در هر سه بازی تیم ملی بازی کرد. اگر چه تیم ملی به موفقیتی در این بازی‌ها دست نیافت، اما نام وی با لقب «کیانی شجاع» ورد زبان فوتبال دوستان قرار گرفت. اولین بازی ملی وی در این مسابقات و در برابر تیم ملی آلمان شرقی بود.
در سال ۱۳۴۴ که تورنمنت جدیدی در رابطه با یک قرارداد عمران منطقه‌ای بین، ایران، ترکیه، عراق و پاکستان به وجود آمد، در اولین دوره این رقابت‌ها حسین فکری، مربی تیم ملی، قلیچ خانی را مأمور کنترل گوش چپ ترکیه به نام «اور» کرده بود که گل زن بسیار ماهری بود. در این بازی او بخاطر کنترل قلیچ خانی نتوانست هیچ کاری انجام دهد. بازی بسیار خوب قلیچ خانی موجب جلب توجه باشگاه گالاتاسرای برای به خدمت گرفتن وی شد و آن‌ها دلالی را برای بستن قرارداد با وی به تهران فرستادند. پرویز قلیچ خانی به این پیشنهاد جواب رد داد. قلیچ خانی بسیار تمایل داشت که شانس خود را در عرصه فوتبال حرفه‌ای تجربه کند و برای همین منظور با مسئولان تربیت بدنی به مشورت پرداخت. روز بعد در مطبوعات به نقل از وی و در واقع با دستور رئیس تربیت بدنی جوابی خطاب به فرستاده گالاتاسرای که در مطبوعات منتشر شد، که: «من هنوز بسیار جوانم و حتی برای کارهایم هنوز بایستی از پدر و مادرم اجازه بگیرم. به نظرم بازی فوتبال حرفه‌ای خارج از کشورم هنوز برای من بسیار زود است». در واقع فدراسیون فوتبال با ترفند و خراب کاری در راه پیشرفت قلیچ خانی موجب عدم پیوستن وی به گالاتاسرای شد. وی در این باره گفته است:
«پس از مدتی وقتی از سوی یکی از دلالان فوتبال ترکیه از من و یکی از دوستانم (جلال طالبی) دعوت شد با گرفتن مبلغ کلانی به ترکیه بروم این مسئله را با قره گوزلو دبیر وقت تربیت بدنی درمیان گذاشتیم. اما فردای آن روز یک آگهی، بدون اطلاع ما در روزنامه‌ها چاپ شد که بخاطر علائق به شاه دوستی و میهن‌پرستی حاضر به رفتن به ترکیه نیستیم.»

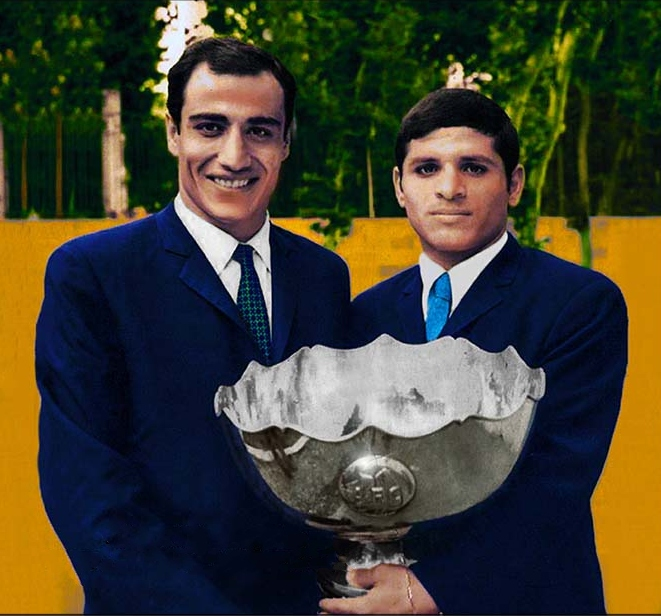
جلال طالبی و پرویز قلیچ خانی به همراه جام قهرمانی ملت‌های آسیا ۱۹۶۸

به همین دلیل نیز، زمانی که تیم باشگاه نورنبرگ آلمان برای یک بازی دوستانه در مقابل تیم منتخب تهران قرار گرفتند، بخاطر بازی بسیار چشم گیر پرویز قلیچ خانی، آن‌ها نیز به وی پیشنهاد پیوستن به تیم شان را دادند؛ که مجدداً با جواب رد قلیچ خانی روبرو شد. سال بعد که برای همان بازی‌های منطقه‌ای تیم ملی به ترکیه رفته بود، از سوی باشگاه بایر مونیخ برای پیوستن به آن باشگاه، پیشنهادی شد. متأسفانه به علت عدم داشتن پاسپورت معمولی وی قادر به ماندن در آلمان نشد. در آن زمان بخاطر کاستن از هزینه‌ها، به بازیکنان، پاسپورت آبی دیپلماتیک می‌دادند که دارای مهلت اعتباری محدودی بود، با داشتن این پاسپورت کسی حتی نمی‌توانست پناهنده شود. این مسئله که برای پرویز قلیچ خانی و جلال طالبی رخ داد، بعدها باعث تلخکامی‌های بسیاری برای این دو بازیکن شد. تربیت بدنی، به این دو قول داده بود که ضررهای مالی از نپیوستن این دو بازیکن به باشگاه‌های خارج را تأمین کند که عملاً این کار را نکرد.
مهم‌ترین بازی و گل سرنوشت ساز قلیچ خانی در فینال جام ملت‌های آسیا در سال ۱۳۴۷ و در مقابل اسراییل قهرمان دوره قبل روی داد. اسراییل در ابتدا در نیمه اول گل زد. در نیمه دوم، در ابتدا ایران با گل همایون بهزادی موفق به تساوی نتیجه با اسراییل شد. گل دوم ایران با شوت بسیار پرقدرت و سرکش قلیچ خانی، از میانه زمین با پشت سرگذاشتن چند بازیکن حریف، هیچ شانسی به دروازه‌بان اسراییل برای مهار آن نداد. در این بازی ایران برای اولین بار قهرمان آسیا شد.
پس از پنج سال بازی در باشگاه کیان و بلافاصله بعد از جام ملت‌های آسیا که ایران مقام اول را به‌دست‌آورد، قلیچ خانی به تیم تاج یا استقلال فعلی پیوست. این اولین تغییر باشگاه در دوران فعالیت حرفه‌ای پرویز قلیچ خانی بود. اما بخاطر مخالفت اش با سیاست‌ها و روش‌های تیمسار خسروانی رئیس باشگاه، بعدها از تاج به باشگاه پاس و سپس به باشگاه عقاب و پس از انحلال عقاب به دارایی و سرانجام به مدت شش ماه به پرسپولیس پیوست.
در زمان عضویت در باشگاه تاج، تیم ارتش قلیچ خانی را برای مسابقات جهانی ارتش به آتن برد. در این مسابقات تیم ارتش ایران با درخشش بسیار قلیچ خانی به مقام سوم رسید و موجب پیشنهاد قراردادی از سوی باشگاه المپیاکوس به وی گردید که به دلیل عدم در اختیار داشتن گذرنامه، این پیوستن به نتیجه نرسید.
کمی پس از شروع فصل فوتبال در همان سال، پرویز قلیچ خانی به‌شدت مصدوم شد و عمل جراحی روی پای او صورت گرفت و به مدت چند ماه از حضور در بازی‌های فوتبال محروم گشت. این جراحت موجب شد که وی نتواند به همراه تیم تاج در جام باشگاه‌های آسیا شرکت کند و همچنین از دریافت جایزه بهترین بازیکن سال فوتبال محروم شد. در سال ۱۳۵۰ وی به همراه تاج در جام باشگاه‌های آسیا به مقام سوم رسید. در این سال و در مسابقات جام دوستی او به عنوان یار کمکی برای پاس به میدان رفت و سال بعد در مسابقات جام ملت‌های آسیا که در بانکوک انجام می‌شد به همراه تیم ملی ایران به مقام قهرمانی دست یافت.
پس از جدایی از تاج پرویز به باشگاه عقاب پیوست که به تازگی تشکیل شده بود و مدت دو سال در باشگاه‌های ایران حضور داشت. او بعد از جدایی از تاج که همراه با قهر و دعوا بود در مصاحبه‌ای ادعا کرد «ما در تاج پیش از هر مسابقه‌ای داور را انتخاب می‌کردیم.» باشگاه عقاب که متعلق به نیروی هوایی بود را مروتی سرپرستی می‌کرد، وی دوست نزدیک حسین فکری بود. حسین فکری که گرایش‌هایی به حزب توده داشت، مربی محبوب قلیچ خانی بود و به همین دلیل، وی پس از تاج به آن تیم پیوست. مصطفی عرب که درجه دار نیروی هوایی بود، کاپیتان تیم شد. پس از مدتی در تیم عقاب دو دستگی به وجود آمد و بخاطر مخالفت عرب و وفاخواه و چند نفر دیگر با حسین فکری، این تیم عملاً دارای دو تیم به رهبری، قلیچ خانی و عرب شده بود. ایرج دانایی فرد یکی از بازیکنان این تیم و تیم ملی ایران در آن زمان در مصاحبه‌ای می‌گوید:
"یادم می‌آید برای تیم عقاب بازی می‌کردم و آن روزها در تیم دو دستگی به‌وجود آمده بود. قلیچ خانی تیم خودش را درست کرده بود و مصطفی عرب هم مال خودش را. ما دو تیم داشتیم! چند بازی مانده بود به پایان لیگ و ما با ملوان یازی داشتیم. شب قبل از مسابقه ما را منزل عرب شام دعوت کردند. قرار بر این شد که فردای آن روز تیم عرب به میدان برود. درست قبل از مسابقه خبر آوردند که تیم قلیچ خانی به زمین می‌رود. قلیچ خانی فقط برای اینکه عرب کاپیتان نشود آمد و گفت دانایی فرد را می‌کنیم کاپیتان و می‌رویم به زمین! من مانده بودم چه کار کنم. به پدرم گفتم و ایشان گفت با هر تیمی که به زمین رفت بازی کن. آمدم بازی کنم که عرب پرسید کجا؟ گفتم قرار بر این شده که تیم قلیچ خانی بازی کند. نشان به آن نشانی که من بازی کردم و روز بعد از طرف نیروی هوایی من را فرستادند، جزیره کیش!!"

## افتخارات

### به عنوان بازیکن

#### باشگاهی

##### تاج
- جام باشگاه‌های تهران: ۴۸–۱۳۴۷، ۵۰–۱۳۴۹
- جام باشگاه‌های آسیا: ۱۹۷۰
- لیگ ایران: ۱۳۴۹
- جام میلز هندوستان: ۱۹۶۹، ۱۹۷۰

#### ملی
- جام ملت‌های آسیا: ۱۹۶۸، ۱۹۷۲، ۱۹۷۶
- بازی‌های آسیایی: ۱۹۷۴
- جام اکو: ۱۹۶۵، ۱۹۷۰

#### منتخب تهران
- جام کوروش: ۱۹۷۱
- جام ایران: ۱۹۷۴

#### انفرادی
- حضور و رکورد دار قهرمانی سه دوره پیاپی در جام ملت‌های آسیا: ۱۹۶۸، ۱۹۷۲، ۱۹۷۶
- حضور در سه دوره المپیک: ۱۹۶۴، ۱۹۷۲، ۱۹۷۶
- تیم منتخب آسیا: ۱۹۶۷
- مرد سال فوتبال ایران: ۱۳۴۴، ۱۳۵۱[۹]

## فعالیت‌های سیاسی و دستگیری
یکی از مهم‌ترین اتفاقات در زندگی وی، دستگیریش در بهمن ماه ۱۳۵۰ توسط ساواک بود. پرویز قلیچ خانی به اتهام داشتن گرایش به گروه‌های چپ و همچنین آشوب و آسیب به اموال دانشسرا مورد بازجویی قرار گرفت. خبر دستگیری وی و مهدی لواسانی بخاطر فعالیت‌های سیاسی در ۲۱ بهمن ۱۳۵۰ منتشر شد. در حالی که پرویز قلیچ خانی یک ماه پیشتر در محل خانه‌اش و در جلو چشم خانواده اش دستگیر شده بود. پس از مدتی پرویز قلیچ خانی در یک مصاحبهٔ تلویزیونی با حضور سردبیرانِ چند نشریه ورزشی اعلام پشیمانی کرد و چند روز بعد آزاد شد. رسانه‌ها با مهدی لواسانی در محل خانه‌اش و در کنار خانواده اش مصاحبه نمودند. در آن زمان پرویز قلیچ خانی متأهل و دارای یک دختر دو ساله بود. همان‌طور که وی در سال ۱۳۵۶ و در طی یک اطلاعیه اعلام کرد، یکی از دلایل گرایش سیاسی وی، واقعه سیاهکل بود.
پیش از مسابقه حساس با تیم ملی فوتبال استرالیا در رقابت‌های مقدماتی جام جهانی فوتبال ۱۹۷۴ نشریه تاج ورزشی او را «بی وطن» خطاب کرد که جنجال بسیاری ایجاد کرد.
او در ۲۴ مرداد ۱۳۵۳ در جریان پیروزی سه بر صفر تیم ملی فوتبال ایران برابر باشگاه فوتبال فنرباغچه یکی از گل‌های ایران را به ثمر رساند. او در دیدار تیم ملی و برزیل در المپیک ۱۹۷۲ مونیخ یک پنالتی از دست داد. همچنین در ۳ مرداد ۱۳۵۵ در یک چهارم نهایی المپیک ۱۹۷۶ مونترال موفق به بازکردن دروازه تیم شوروی شد.

## برای اولین‌بار روی جلد
پرویز قلیچ‌خانی فقط یک‌بار بعد از انقلاب به‌عنوان عکسِ جلد انتخاب شد. آذر ۱۳۹۲ پرویز قلیچ‌خانی به‌عنوان جلد در مجله دنیای فوتبال به سردبیری علی عالی به چاپ رسید. مجله در همان روزهای ابتدایی نایاب شد. مخاطبان باتعجب مجله را می‌خریدند و باورشان نمی‌شد عکس ستاره سابق تیم‌ملی فوتبال ایران به چاپ رسیده است. هرچند این شماره واکنش‌های متفاوتی برانگیخت اما برای اولین‌بار بود که یک نشریه در ایران توانست با رویکردی تاریخی به این چهره مهم در فوتبال ایران بپردازد.